# 软骨鲟科
软骨鲟科（學名：Chondrosteidae）是鲟形目之下已灭绝的一科，目前归类於此的属有三个：软骨鲟属、环鲟属及壮鲟属，化石均發現於欧洲的早侏罗世地层。牠们体型硕大，身长可达2–7米；骨骼主要由硬骨组成，不同於現存的软骨硬鳞鱼，但骨骼硬化程度相比其他辐鳍鱼类有所下降。
软骨鲟科的近缘类群，是產自亚洲晚侏罗世至早白垩世地层的北票鱘科，以及現生的鱘科与匙吻鲟科。產自中國早三叠世地层的原始軟骨硬鱗魚，比上述所有鲟形鱼类的系统发育位置更为基底，因此不屬於软骨鲟科的成员。

## 下级分类
- †软骨鲟科 Chondrosteidae
  - †软骨鲟属 Chondrosteus Agassiz, 1843
    - †拟鲟软骨鲟 C. acipenseroides Agassiz, 1843
    - †肥尾软骨鲟 C. pachyurus Egerton, 1858

  - †环鲟属 Gyrosteus Agassiz, 1843
    - †奇异环鲟 G. mirabilis Agassiz, 1843
    - †G. subdeltoideus Stinton et Torrens, 1968

  - †壮鲟属 Strongylosteus Jaekel, 1931
    - †兴登堡壮鲟 S. hindenburgi (Pompeckj, 1914)

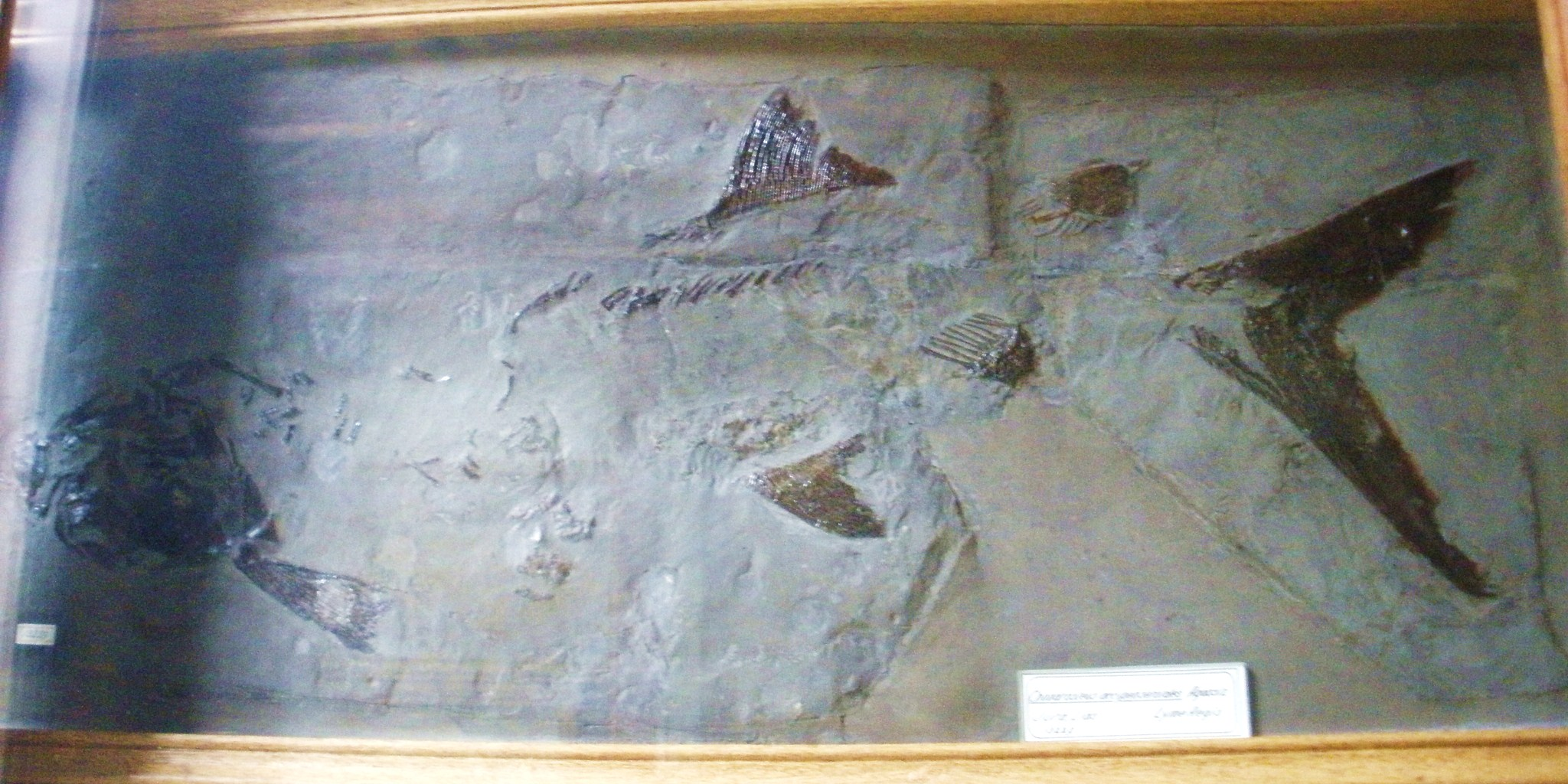
產自英格兰莱姆里杰斯的拟鲟软骨鲟（Chondrosteus acipenseroides）化石，藏於荷兰哈勒姆泰勒博物館
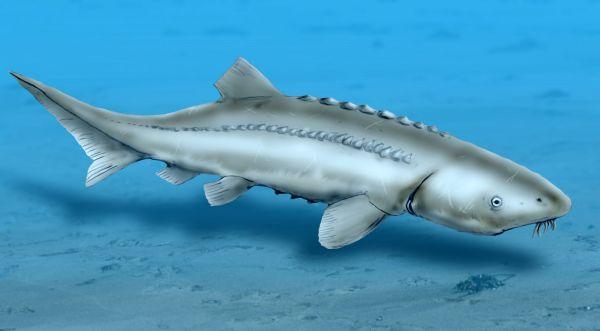
环鲟（Gyrosteus）的復原圖
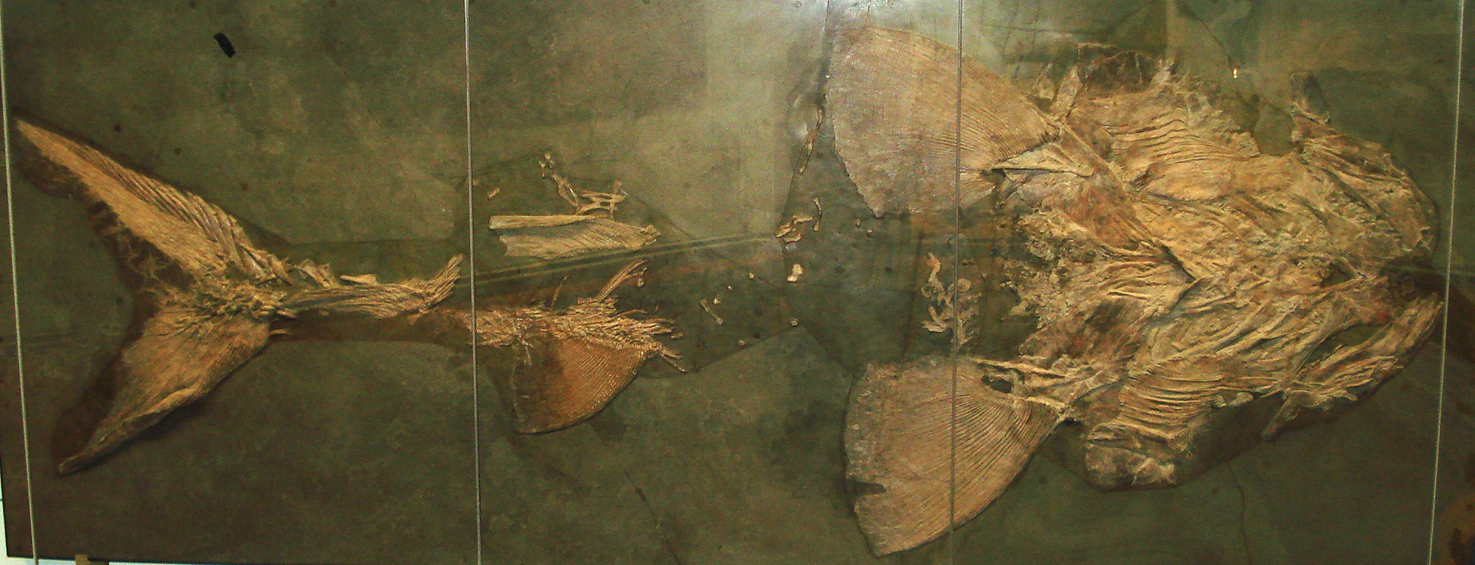
產自德国巴登-符腾堡州波西多尼亚页岩的兴登堡壮鲟（Strongylosteus hindenburgi）化石，藏於德国斯图加特国立自然博物馆